# Bienvenida Casandra
Bienvenida Casandra es una película de 1996, correspondiente al primer largometraje dirigido por el cineasta y político chileno Marco Enríquez-Ominami, grabado en Santiago de Chile y Villa Alemana. El guion estuvo a cargo del escritor y humorista Rafael Gumucio, y del director de teatro y guionista Víctor Carrasco.

## Sinopsis
Casandra es una adolescente que se acerca a un grupo juvenil religioso de una parroquia, dirigido por el Padre Agustín. Éste provoca en Casandra una atracción que varía entre el amor carnal y el paternal, cuya incomodidad se incrementa cuando el grupo sale de Santiago a un retiro espiritual hacia la costa de Valparaíso, donde sus compañeros mostrarán su verdadera careta.

## Reparto
Los intérpretes de la película son los siguientes:
- Alejandra Garrido, como Casandra
- Luciano Cruz-Coke, como Padre Agustín
- Claudia Zúñiga
- Luis Jara
- Sebastián Araya
- Vasco Moulian
- David Olguiser
- Jaime Vadell, como Padre Alejandro
- Patricia Rivadeneira
- Luis Salinas
- Delfina Guzmán, como Monja
- Gilles Marie
- Claudio Barbas
- Teresa Gumucio
- Tati González
- Aracelli Lambruschini
- Ignacio Gumucio
- Carolina Rossetti